# Hymenobia
Hymenobia — рід грибів. Назва вперше опублікована 1854 року. Це монотипний рід, що містить один вид — Hymenobia aporea.